# Стахевич, Сергей Григорьевич
Сергей Григорьевич Стахевич (24 августа 1843, Путивль, Курская губерния — 13 мая 1918, Петроград) — русский революционер, член организации «Земля и Воля», автор воспоминаний.

## Биография
Из дворян, сын чиновника, коллежского регистратора.
Учился в Орловской гимназии. Поступил в Медико-хирургическую академию в Санкт-Петербурге. Будучи студентом академии, арестован 4 марта 1863 года за распространение прокламаций революционной организации «Земля и Воля» «Льётся польская кровь» и 12 марта заключен в Невскую куртину Петропавловской крепости.
По постановлению Высочайше учреждённой следственной комиссии предан суду Сената, которым приговорён к лишению всех прав состояния, к ссылке в каторжные работы в крепостях на 6 лет и к поселению в Сибири навсегда. Приговор утвержден 30 декабря 1863 года. 22 января 1864 года отправлен из крепости в Тобольский приказ о ссыльных, куда прибыл 7 февраля 1864 года. В ноябре 1864 года водворён в Акатуйскую тюрьму. В 1865 году переведён в с. Александровский Завод. Встречался с Чернышевским Н. Г.
4 марта 1870 года вышел на поселение в Иркутской губернии. 9 января 1874 года ему возвращены права. В 1887 году освобожден от полицейского надзора, а в 1892 году получил право жительства в Европейской России.
С 1908 года жил в Санкт-Петербурге, работал бухгалтером.
Умер 13 мая 1918 года в Петрограде от голода. Похоронен на Литераторских мостках.

## Жена

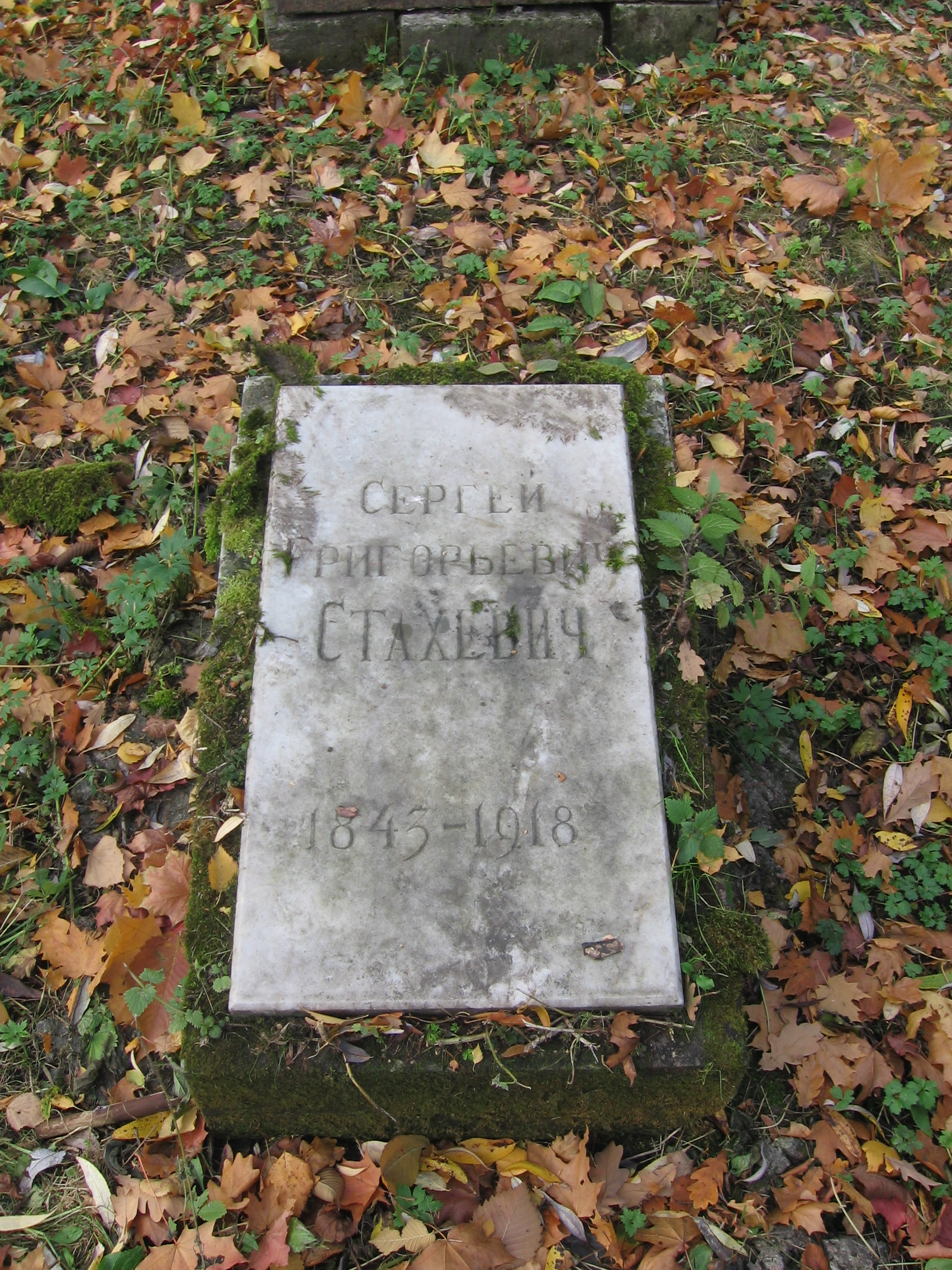
Надгробие С. Г. Стахевича на Литераторских мостках

В 1878—1915 гг. был женат на Лидии Фигнер.

## Дети и внуки
- Стахевич Григорий Сергеевич (1883—1956) Закончил Петербургский Горный институт. Горный инженер. В 20-х, во время Гражданской войны иммигрировал в Америку. Поселился с женой в Лос-Анджелесе. Жили тем, что разводили кур. До 1938 г. через «Нансеновский фонд» посылал продуктовые посылки сестре Татьяне с её детьми в Петроград-Ленинград.

Имел сына Сергея.
- Стахевич Борис Сергеевич (?— 1938) Как и старший брат, окончил Петербургский Горный Институт. Заведовал Демидовскими рудниками на Урале. Социал-демократ, до революции работал в военной организации. В середине 1920-х — работал инженером в Богомолстрое. 19 июля 1928 — арестован и заключен в тюрьму. Приговорён по статье 38.10 в 1938 г. расстрелян, как «враг народа».

Имел двух дочерей: Екатерину и Наталью
- Стахевич Вера Сергеевна — военный хирург, после окончания медицинского факультета Сорбонны, находилась в составе ограниченного контингента Русских войск во время Первой Мировой войны на территории Алжира. После возвращения в Россию демобилизовалась. Боролась с эпидемией сыпного тифа в селе Лугань Севского уезда с осени 1918 года. Заразилась сыпным тифом и умерла 26 декабря 1919 года[2].
- Стахевич Татьяна Сергеевна (1890—1942) — историк. Окончила историко-филологический факультет Высших женских Бестужевских курсов (1914), была оставлена там под руководством М. И. Ростовцева, вышла замуж за Л. Е. Чикаленко(1916) и уехала с ним на Украину. После эмиграции мужа вернулась с детьми в Петроград (1921), работала в Музее революции. При начавшемся в 1929 разгроме Музея (аресты сотрудников и закрытие отделов «Каторги и ссылки», Великой французской революции) ушла оттуда. Преподавала латинский язык и занималась со студентами университета. Затем преподавала латынь в Первом ленинградском мединституте. Умерла от голода в блокадном Ленинграде[3].
  - Стахевич Ягна Львовна (1917—1983) — дочь Т. С. Стахевич и Л. Е. Чикаленко, геолог, работала во ВСЕГЕИ, затем — НИИ Геологии Арктики, участвовала в геологической разведке алмазов в Якутии. В начале пятидесятых годов, проведя аналогии с описаниями алмазных месторождений Южной Африки, первой в стране высказала уверенность в наличие алмазов на разведываемых территориях Якутии, по наличию в исследуемых ею образцах пород, их вернейших спутников — пиропов. За что была лишена всех допусков и материалов исследований, обвинена в космополитизме и низкопоклонстве перед Западом и, из непоследних минералогов института переведена работать «техничкой» то есть уборщицей. Перед пенсией уехала на три года в Красноярск, где занималась составлением карты золотоносных районов Таймыра.
  - Стахевич Ирина Львовна (Арыся, 1918 — октябрь 1999) — дочь Т. С. Стахевич и Л. Е. Чикаленко, инженер-технолог. Окончила химический факультет Института киноинженеров, получила направление в Шосткинскую фабрику киноплёнки №6[4], но не поехала туда, так как оборудование завода было эвакуировано на восток страны, а г. Шостка вскоре была занята немцами. Работала на номерном заводе в Ленинграде, преобразованном впоследствии в НИИ. Перед уходом с работы возглавляла лабораторию. Пережила блокаду.
  - Стахевич Сергей Львович (1919—1941) — сын В. С. Стахевич и Льва Петровича Ганзена (сын Петра Готфридовича Ганзена). После смерти матери был усыновлён Т. С. Стахевич и воспитывался ею вместе с её дочерьми. Студентом IV курса географического факультета Ленинградского государственного университета участвовал в финской войне, затем в Великой Отечественной войне; служил в Разведуправлении Балтфлота, попал в плен и был расстрелян финнами в сентябре 1941 года. Похоронен в братской могиле в Порвоо (Финляндия).

## Воспоминания
- Стахевич С. «Былое» XXI (1923), 63 сл. (Воспоминания. Среди политических преступников);
- Стахевич С. «Былое» XXII (1923), 112—134 (Воспоминания. В Тобольской тюрьме).